# Anita Fernandini de Naranjo
Ana María Fernandini Clotet (Lima, 17 de abril de 1902-Lima, 20 de septiembre de 1982), conocida como Anita Fernandini de Naranjo, fue una magnate y política peruana. Fue alcaldesa de Lima de 1963 a 1964, siendo la primera mujer en alcanzar este cargo.

## Familia
Su padre, el acaudalado empresario minero Eulogio Erasmo Fernandini de la Quintana fue descendiente de los marqueses de Campo Ameno y Soto Hermoso.
Su madre fue Isolina Clotet Valdizán, quien apoyó económicamente a Eulogio para las labores mineras y agrícolas, lo que llevó al matrimonio a formar una cuantiosa fortuna que se consolida en el año 1915, cuando son considerados como una de las familias más ricas de Sudamérica.
Los Fernandini Clotet, construyeron una suntuosa mansión en el Centro de Lima, ubicada en la esquina de las calles Panteoncito y La Riva (Actuales jirones Ica y Caylloma), de refinado gusto artístico estilo francés, que les sirvió de residencia hasta su muerte. Aún existe este inmueble en Jr. Ica 400 convertido en oficinas de negocios inmobiliarios de la familia Fernandini como la Urbanización Pro y Urbanización Carabayllo donde se puede observar el primer ascensor que se instala en una casa en esa época, lo que deja rastro de su antigua grandeza.

## Biografía
Ana María, era la dueña de una gran fortuna, fue considerada como la mujer más adinerada del Perú durante el siglo XX.
Se casó el 9 de junio de 1927 con el ingeniero Alberto Nicanor Álvarez-Calderón Flores, hijo de Carlos Álvarez-Calderón y Roldán, con quien tuvo cinco hijos. Enviudó en 1944 y se casó con Eduardo Naranjo Gunner.
Fue nombrada presidenta vitalicia del Consejo Nacional de Mujeres del Perú (Instituto fundado en 1923 afiliada al Consejo Internacional de Mujeres con sede en París y que agrupa a 55 entidades femeninas peruanas, con millares de miembros).
Desempeño los siguientes cargos oficiales:
- Delegada del Perú a la VII Conferencia Internacional América Lima 1938.
- Representante en el Perú en el comité de Mandato de los Pueblos contra la Guerra 1940.
- Delegada Oficial del Perú al VII Congreso Científico Panamericano de Washington 1940.
- Delegada Oficial del Perú a la X Conferencia Internacional Americana Caracas 1954.
- Teniente Alcalde de la Ciudad de Lima 1962-1963.

Fue Presidenta Honoraria y Protectora de los institutos culturales Peruano-Brasileño, Peruano Argentino, Peruano Bolivariano, del centro Bolivariano y de la Liga de Defensa del Niño Desamparado del Cusco.
Fue Miembro de Honor del Instituto de Ingenieros de Minas del Perú, del Instituto de Cultura Hispánica de Madrid, de la Sociedad Pretgons–Les Bruselas, Asociación Le merite Franco Beige Bruselas, Les Violetti Normands Sociedad Artística París, Sociedad de Bellas Artes del Perú Lima, Asociación Nacional de Escritores y Artistas Lima. 
También presidió el Comité pro Basílica agrupación que se propuso construir una basílica a Santa Rosa de Lima, para lo cual se expropió casas y compró terrenos, pese a ello, no lo consiguió, ya que el convento de Santa Rosa fue declarado monumento, y el dinero recaudado fue al arzobispado de Lima.
Era la dueña de una gran mansión en Miraflores de la cual se mudó a otra en la avenida Salaverry, la cual vendió a la embajada de la Unión Soviética; también poseía una casa grande en el ahora playa de Santa María en el distrito de San Bartolo, la cual usaba como su exclusivo lugar de veraneo. La casa es usada como centro de esparcimiento por la Guardia Civil del Perú.
Murió en 1982 a los 80 años y su mausoleo es uno de los hitos en las visitas guiadas al Cementerio Presbítero Matías Maestro.

## Alcaldesa
El 15 de marzo de 1963 fue designada Alcaldesa de Lima por el ministro de Gobierno y Policía del Gobierno de Nicolás Lindley López, Germán Pagador Blondet. Fue la primera mujer en la historia en asumir el cargo edil, y como tal, se preocupó por el orden y limpieza de la ciudad. En junio de 1963 prohibió las funciones de estriptis, causando revuelo entre algunos medios de comunicación y principalmente en las vedettes; una de ellas, Elsa Moreno, llegó en su protesta a desnudarse en los portales de la municipalidad; desde entonces, los cines y teatros tuvieron que abstenerse de este tipo de espectáculos.
Siendo alcaldesa le concedió las Llaves de la Ciudad a la Virgen del Carmen y compuso una canción sacra titulada: Plegaria al Señor de Los Milagros. Diferentes leyendas urbanas se han hecho respecto a su gestión, entre ellas se dice que doña Anita Fernandini mandó a tapar los genitales de las esculturas de Bellas Artes.
El 15 de diciembre del mismo año, se realizaron elecciones municipales después de 41 años; en ellas participaron María Delgado de Odría, ex primera dama de la Nación y Luis Bedoya Reyes, quien resultó elegido con 180 mil votos.

Los militares querían enviar un mensaje a las clases altas, ganarlas a su lado, y Anita, mujer generosa, era heredera de una de las mayores fortunas de la época, la del minero Eulogio Fernandini. Apuesto a que fue idea de Lindley que conoció a los Fernandini como constructores del entonces moderno balneario de Santa María.
Carlos Neuhaus Rizo-Patrón

## Reconocimientos
- Doctor honoris causa de la Universidad Nacional de Ingeniería - Lima 1960.
- Maestro honoris causa del Instituto de Altos Estudios Jurídicos y Sociales - Lima, 1960.
- Orden El Sol del Perú en el grado de Gran Oficial - Lima, 1959.
- Orden de Isabel la Católica en el Grado de Oficial - España, 1952.
- Orden de la Cruz del Sur en el grado de Comendadora - Brasil, 1962.
- Dama de Justicia de la orden de los Hospitalarios del Tempo, Roma 1949.
- Orden Benemerenti, Roma 1946.
- Orden Pro Ecclesia et Pontífice, Roma 1964.
- Medalla de oro del Consejo Nacional de Mujeres del Perú Lima 1959 otorgada en reconocimiento de haber cumplido 25 años de labor panamericanista.
- Medalla de Oro de la Ciudad de Lima, otorgada por la Municipalidad Limeña 1939.
- Medalla de la Ciudad de Cuzco otorgada en 1961 con el título de Ilustre Benefactora de la Capital Arqueológica de América.

## Frases
- "Es un señalado honor que se me confiere y que lo considero más que una distinción a mi persona, un homenaje a la mujer peruana" (Primeras palabras como alcaldesa).
- "No tenemos otra Ley que las sublimes enseñanzas del Evangelio que es el mejor código para regir los destinos de pueblos y naciones" (Discurso como Alcaldesa).

## Árbol genealógico
|  |                                                |  |  |  |  |  |  |  |  |  |  |  |  |  |  |  |
|  | 16. Giovanni Ferrandini Lucchesi               |  |  |  |  |  |  |  |  |  |  |  |  |  |  |  |
|  |                                                |  |  |  |  |  |  |  |  |  |  |  |  |  |  |  |
|  |                                                |  |  |  |  |  |  |  |  |  |  |  |  |  |  |  |
|  | 8. Félix Hilario Fernandini Juliani            |  |  |  |  |  |  |  |  |  |  |  |  |  |  |  |
|  |                                                |  |  |  |  |  |  |  |  |  |  |  |  |  |  |  |
|  |                                                |  |  |  |  |  |  |  |  |  |  |  |  |  |  |  |
|  | 17. Maria Manuela Juliani Mejía                |  |  |  |  |  |  |  |  |  |  |  |  |  |  |  |
|  |                                                |  |  |  |  |  |  |  |  |  |  |  |  |  |  |  |
|  |                                                |  |  |  |  |  |  |  |  |  |  |  |  |  |  |  |
|  | 4. Erasmo Camilo Fernandini Mejía              |  |  |  |  |  |  |  |  |  |  |  |  |  |  |  |
|  |                                                |  |  |  |  |  |  |  |  |  |  |  |  |  |  |  |
|  |                                                |  |  |  |  |  |  |  |  |  |  |  |  |  |  |  |
|  | 18. Francisco Mejía y Requejo                  |  |  |  |  |  |  |  |  |  |  |  |  |  |  |  |
|  |                                                |  |  |  |  |  |  |  |  |  |  |  |  |  |  |  |
|  |                                                |  |  |  |  |  |  |  |  |  |  |  |  |  |  |  |
|  | 9. Isidora Mejía y Chávez                      |  |  |  |  |  |  |  |  |  |  |  |  |  |  |  |
|  |                                                |  |  |  |  |  |  |  |  |  |  |  |  |  |  |  |
|  |                                                |  |  |  |  |  |  |  |  |  |  |  |  |  |  |  |
|  | 19. María Teresa de Chávez y Palazuelos        |  |  |  |  |  |  |  |  |  |  |  |  |  |  |  |
|  |                                                |  |  |  |  |  |  |  |  |  |  |  |  |  |  |  |
|  |                                                |  |  |  |  |  |  |  |  |  |  |  |  |  |  |  |
|  | 2. Eulogio Erasmo Fernandini de la Quintana    |  |  |  |  |  |  |  |  |  |  |  |  |  |  |  |
|  |                                                |  |  |  |  |  |  |  |  |  |  |  |  |  |  |  |
|  |                                                |  |  |  |  |  |  |  |  |  |  |  |  |  |  |  |
|  | 20. Antonio de la Quintana y del Villar        |  |  |  |  |  |  |  |  |  |  |  |  |  |  |  |
|  |                                                |  |  |  |  |  |  |  |  |  |  |  |  |  |  |  |
|  |                                                |  |  |  |  |  |  |  |  |  |  |  |  |  |  |  |
|  | 10. Pedro de la Quintana y Pedemonte           |  |  |  |  |  |  |  |  |  |  |  |  |  |  |  |
|  |                                                |  |  |  |  |  |  |  |  |  |  |  |  |  |  |  |
|  |                                                |  |  |  |  |  |  |  |  |  |  |  |  |  |  |  |
|  | 21. María de las Mercedes Pedemonte y Talavera |  |  |  |  |  |  |  |  |  |  |  |  |  |  |  |
|  |                                                |  |  |  |  |  |  |  |  |  |  |  |  |  |  |  |
|  |                                                |  |  |  |  |  |  |  |  |  |  |  |  |  |  |  |
|  | 5. Ignacia de la Quintana y González del Valle |  |  |  |  |  |  |  |  |  |  |  |  |  |  |  |
|  |                                                |  |  |  |  |  |  |  |  |  |  |  |  |  |  |  |
|  |                                                |  |  |  |  |  |  |  |  |  |  |  |  |  |  |  |
|  | 22. Juan González del Valle y Murga            |  |  |  |  |  |  |  |  |  |  |  |  |  |  |  |
|  |                                                |  |  |  |  |  |  |  |  |  |  |  |  |  |  |  |
|  |                                                |  |  |  |  |  |  |  |  |  |  |  |  |  |  |  |
|  | 11. Rita González del Valle y Arias            |  |  |  |  |  |  |  |  |  |  |  |  |  |  |  |
|  |                                                |  |  |  |  |  |  |  |  |  |  |  |  |  |  |  |
|  |                                                |  |  |  |  |  |  |  |  |  |  |  |  |  |  |  |
|  | 23. Francisca de Arias y Barreto               |  |  |  |  |  |  |  |  |  |  |  |  |  |  |  |
|  |                                                |  |  |  |  |  |  |  |  |  |  |  |  |  |  |  |
|  |                                                |  |  |  |  |  |  |  |  |  |  |  |  |  |  |  |
|  | 1. Ana Maria Fernandini Clotet                 |  |  |  |  |  |  |  |  |  |  |  |  |  |  |  |
|  |                                                |  |  |  |  |  |  |  |  |  |  |  |  |  |  |  |
|  |                                                |  |  |  |  |  |  |  |  |  |  |  |  |  |  |  |
|  | 12. Jesús Valle Clotet                         |  |  |  |  |  |  |  |  |  |  |  |  |  |  |  |
|  |                                                |  |  |  |  |  |  |  |  |  |  |  |  |  |  |  |
|  |                                                |  |  |  |  |  |  |  |  |  |  |  |  |  |  |  |
|  | 6. Manuel Clotet Matamoros                     |  |  |  |  |  |  |  |  |  |  |  |  |  |  |  |
|  |                                                |  |  |  |  |  |  |  |  |  |  |  |  |  |  |  |
|  |                                                |  |  |  |  |  |  |  |  |  |  |  |  |  |  |  |
|  | 13. María Matamoros                            |  |  |  |  |  |  |  |  |  |  |  |  |  |  |  |
|  |                                                |  |  |  |  |  |  |  |  |  |  |  |  |  |  |  |
|  |                                                |  |  |  |  |  |  |  |  |  |  |  |  |  |  |  |
|  | 3. Isolina Clotet Valdizán                     |  |  |  |  |  |  |  |  |  |  |  |  |  |  |  |
|  |                                                |  |  |  |  |  |  |  |  |  |  |  |  |  |  |  |
|  |                                                |  |  |  |  |  |  |  |  |  |  |  |  |  |  |  |
|  | 14. José Isidro Valdizán                       |  |  |  |  |  |  |  |  |  |  |  |  |  |  |  |
|  |                                                |  |  |  |  |  |  |  |  |  |  |  |  |  |  |  |
|  |                                                |  |  |  |  |  |  |  |  |  |  |  |  |  |  |  |
|  | 7. Mercedes Valdizán y Salazar                 |  |  |  |  |  |  |  |  |  |  |  |  |  |  |  |
|  |                                                |  |  |  |  |  |  |  |  |  |  |  |  |  |  |  |
|  |                                                |  |  |  |  |  |  |  |  |  |  |  |  |  |  |  |
|  | 15. Santos Salazar                             |  |  |  |  |  |  |  |  |  |  |  |  |  |  |  |
|  |                                                |  |  |  |  |  |  |  |  |  |  |  |  |  |  |  |
|  |                                                |  |  |  |  |  |  |  |  |  |  |  |  |  |  |  |

| Precedido por: Héctor García Ribeyro | Alcaldesa Metropolitana de Lima 1963 - 1964 | Sucedido por: Luis Bedoya Reyes |